# شاه‌حسینی (لردگان)
شاه‌حسینی روستایی از توابع بخش مرکزی شهرستان لردگان در استان چهارمحال و بختیاری ایران است.

## جمعیت
این روستا در دهستان میلاس قرار دارد و براساس سرشماری مرکز آمار ایران در سال ۱۳۹۰، جمعیت آن ۵۳ نفر (۱۴ خانوار) بوده‌است.